# Влада в нічному місті. Книга IV: Сила
Влада в нічному місті. Книга IV: Сила (eng. Power Book IV: Force) — американський кримінальний драматичний телесеріал, створений Робертом Мунічем , прем’єра якого відбулася 6 лютого 2022 року на Starz. Серіал є продовженням і третім доповненням до «Влади», створеної Кортні А. Кемп. У березні 2022 року серіал продовжили на другий сезон.

## Акторський склад

### Головні ролі
- Джозеф Сікора в ролі Томмі Ігана
- Айзек Кіз — Девід Семпсон «Даймонд».
- Лілі Сіммонс у ролі Клаудії «Клод» Флінн
- Габріель Райан у ролі Глорії (1 сезон)
- Шейн Гарпер у ролі Віктора «Віка» Флінна
- Кріс Д. Лофтон — Дженард Семпсон
- Ентоні Флемінг у ролі Дж. П. Гіббса
- Люсьєн Кембріч — Дарнелл «Ді-Мак» Макдауелл
- Томмі Фланаган у ролі Волтера Флінна
- Міріам А. Хайман у ролі Стейсі Маркс (2 сезон, гостьовий сезон 1)
- Адрієнн Вокер у ролі Шанті «Шоустопер» Пейдж (сезон 2)
- Кармела Зумбадо — Мірея Гарсія (сезон 2)

### Актори другого плану
- Одрі Еспарза в ролі Ліліани (1 сезон)
- Єреміх як Елайджа (1 сезон)
- Шанель Белл у ролі Лорін Вільямс
- Костянтин Лавиш — Родован Міркович
- Гай Ван Сверінген — Полі «П'єрогі» Музаскі
- Ахмад Ніколас Фергюсон — Маршалл Кренон
- Філ Донлон — Саймон Макдугал (сезон 1)
- Дебо Балогун — Шеймус Бенніган
- Бартон Фіцпатрік у ролі Блекстона (1 сезон)
- Міреллі Тейлор у ролі місіс Сото
- Пауліна Нгуєн у ролі Май Лієт (сезон 1)
- Блайт Ховард в ролі Едріенн
- Патриція Калембер у ролі Кейт Іган
- Монік Габріела Кернен — детектив Бланка Родрігес

## Епізоди
| Номер епізоду | Назва                             | Режисер           | Сценарист           | Дата виходу епізоду | К-ть переглядів, США (млн.) |
| ------------- | --------------------------------- | ----------------- | ------------------- | ------------------- | --------------------------- |
| 1             | "Короткий запал і довга пам'ять". | Ларіса Кондрацькі | Роберт Муніч        | 6 лютого, 2022      | 0,648                       |
| 2             | "Король проклятої гори".          | Кьєрон Гоукс      | Роберт Муніч        | 13 лютого, 2022     | 0,311                       |
| 3             | "Запалювач".                      | Шона Стейн        | Кендра Чейні Чапман | 20 лютого, 2022     | 0,431                       |
| 4             | "Грозові хмари"                   | Кьєрон Гоукс      | Еллісон Інтрієрі    | 27 лютого, 2022     | 0,404                       |
| 5             | "Відвези мене додому"             | Ейф Рів'єра       | Роберт Муніч        | 6 березня, 2022     | 0,572                       |
| 6             | "Ось хто ми"                      | Кьєрон Гоукс      | Сільвія Л. Джонс    | 13 березня, 2022    | 0,477                       |
| 7             | "Випередити привида"              | Барт Венріх       | Кіркленд Морріс     | 20 березня, 2022    | 0,451                       |
| 8             | "Він не важкий"                   | Роб Харді         | Майкл Кобян         | 27 березня, 2022    | 0,399                       |
| 9             | "Довіра"                          | Карл Сейтон       | Еллі Трідман        | 10 квітня, 2022     | 0,465                       |
| 10            | "Сімейний бізнес"                 | Деон Тейлор       | Владімір Цвєтко     | 17 квітня, 2022     | 0,505                       |

## Виробництво
У серпні 2020 року було оголошено, що серіал отримав зелене світло з 10-серійним замовленням, щоб зосередитися на персонажі Джозефа Сікори (Томмі Ігана). У той час було оголошено, що Роберт Муніч стане шоураннером серіалу та виконавчим продюсером разом із Кортні А. Кемп і Кертісом «50 Cent» Джексоном. У лютому 2021 року до серіалу було додано вісім додаткових акторів: Лілі Сіммонс, Габріель Райан, Айзек Кіз, Шейн Харпер, Кріс Д. Лофтон, Ентоні Флемінг III, Люсьєн Кембрік і Томмі Фланаган. У травні 2021 року було оголошено, що Джеремі приєднається до акторського складу у повторній ролі. У липні 2021 року було оголошено, що Роберт Мунік покидає пост шоуранера, посилаючись на творчі розбіжності. Кортні А. Кемп, яка наглядає за всіма серіями Power, займе цю посаду. 9 березня 2022 року Starz продовжила серіал на другий сезон, а Гері Леннон став новим шоураннером, Муніч покинув серіал.

## Відгуки
| Номер епізоду | Назва                             | Дата виходу      | Рейтинг (18- 49) | Кількість переглядів(млн.) |
| ------------- | --------------------------------- | ---------------- | ---------------- | -------------------------- |
| 1             | "Короткий запал і довга пам'ять". | 6 лютого, 2022   | 0,2              | 0,648                      |
| 2             | "Король проклятої гори".          | 13 лютого, 2022  | 0,1              | 0,311                      |
| 3             | "Запалювач".                      | 20 лютого, 2022  | 0,1              | 0,431                      |
| 4             | "Грозові хмари"                   | 27 лютого, 2022  | 0,1              | 0,404                      |
| 5             | "Відвези мене додому"             | 6 березня, 2022  | 0,2              | 0,572                      |
| 6             | "Ось хто ми"                      | 13 березня, 2022 | 0,2              | 0,477                      |
| 7             | "Випередити привида"              | 20 березня, 2022 | 0,1              | 0,451                      |
| 8             | "Він не важкий"                   | 27 березня, 2022 | 0,1              | 0,399                      |
| 9             | "Довіра"                          | 10 квітня, 2022  | 0,2              | 0,465                      |
| 10            | "Сімейний бізнес"                 | 17 квітня, 2022  | 0,1              | 0,505                      |